# Monochrome Display Adapter
Monochrome Display Adapter (MDA) – monochromatyczna karta graficzna. Często też nazywana Monochrome Display and Printer Adapter, MDPA.

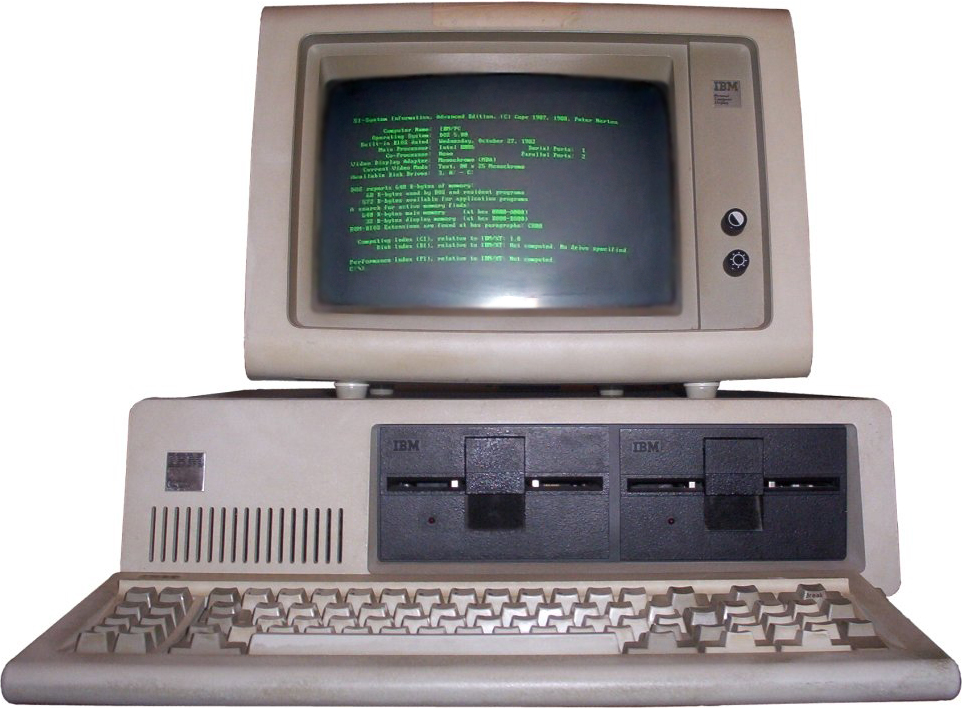
Komputer z oryginalnym monitorem IBM podłączonym do karty MDA

Powstały w 1981 roku standard monochromatycznych kart graficznych wyświetlających obraz na monitorze komputerowym oraz nazwa samej karty pracującej w tym trybie, opracowany przez firmę IBM. Mógł wyświetlić 25 linii po 80 znaków każda w trybie tekstowym, monochromatycznym. Karty MDA posiadały 4 kilobajty pamięci. Znaki w trybie tekstowym miały wymiary 9 na 14 pikseli, z czego sam znak zajmował powierzchnię jedynie 7 na 11 pikseli, pozostała część była używana jako światło międzyliterowe. Dodatkowo każdy znak mógł być przedstawiony w różnych formach, takich jak: niewidoczny, podkreślony, normalny, pogrubiony, negatyw, i migający. Form tych można było używać łącznie. Każdy znak na ekranie jest opisany przez dwa bajty (80 znaków * 25 linii * 2 bajty na znak daje 4000 bajtów potrzebnych karcie do pracy). Pierwszy bajt jest kodem znaku, a drugi zawiera jego formatowanie (pogrubienie, podkreślenie itp.).
Oryginalne monitory IBM współpracujące z MDA miały luminofor świecący na zielono. Istniały też monitory wyświetlające obraz w kolorze bursztynowym lub białym.
Teoretyczna całkowita rozdzielczość MDA to 720×350 piksele. Uzyskuje się ją poprzez pomnożenie 80 znaków w wierszu po 9 pikseli i 25 wierszy po 14 pikseli wysokości. Niestety MDA nie była w stanie zaadresować pojedynczych pikseli, a jedynie pojedyncze znaki których wzory znajdowały się w pamięci ROM, w związku z czym nie mogły być zmieniane przez program. MDA miała zapisane 256 znaków ze strony kodowej CP437. Jedyną możliwością stworzenia grafiki na kartach MDA jest ASCII-Art.
Oryginalna karta IBM MDA miała również gniazdo do podłączenia drukarki dlatego nazywano ją często MDPA.

## Konkurencyjne rozwiązania

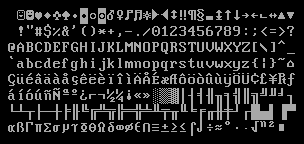
Wszystkie znaki MDA

Równolegle z MDA na rynku istniały karty CGA, które również stanowiły standard promowany przez IBM. Podczas gdy karty CGA były przeznaczone dla użytkowników wymagających grafiki rastrowanej, MDA służyły głównie dla zastosowań biznesowych.
Kolejnym konkurentem były karty HGC/Hercules. Były one zgodny ze standardem MDA. Dodatkowo umożliwiały indywidualne adresowanie poszczególnych pikseli (MDA pozwalała jedynie na adresowanie pojedynczych znaków), oferowały też monochromatyczny tryb graficzny o wysokiej rozdzielczości – 720×348 pikseli.

## Wczesne wersje kart i kolor

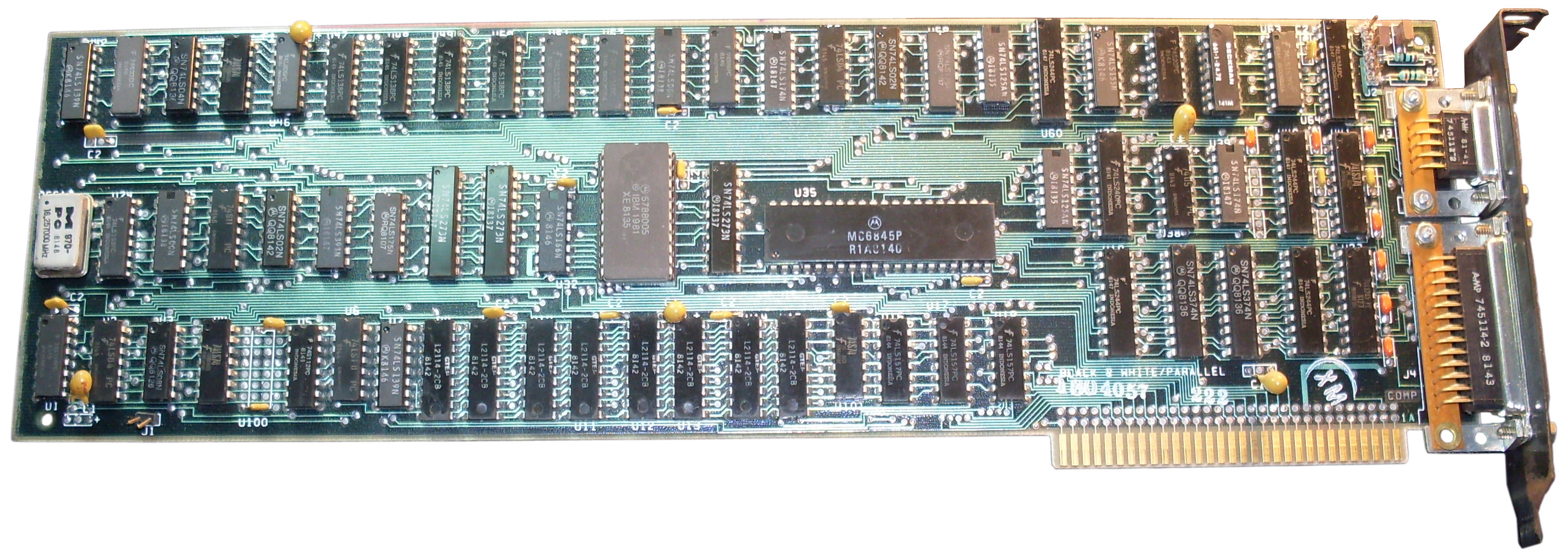
Wczesna karta MDA, widoczne piny do podłączenia RGB TTL

Wczesne wersje kart MDA miały sprzętową możliwość podawania sygnałów RGB TTL na zwykle nie podłączonych pinach video. Teoretycznie dawałoby to 8 kolorowy wyświetlacz z odpowiednim monitorem. Rejestry pozwalały na wyłączenie/włączenie trybu monochromatycznego. Nie istnieje żadne znane oprogramowanie które by to wykorzystywało i kontrolowało.

## Podłączenie do monitora SVGA
Istnieje możliwość podłączania kart MDPA(MDA) adapterem, który nie działa z każdą kartą i może dawać niezbyt akceptowalne rezultaty. Oraz są w sprzedaży przemysłowe konwertery sygnału.
Dostępny jest także projekt do samodzielnego złożenia, oparty na FPGA, z wyjściem VGA, pozwalający konwertować CGA/EGA.